# Хёер, Гуннар
Гуннар Хёер (швед. Gunnar Höjer; 27 января 1875, Норрчёпинг, Швеция — 13 марта 1936, Хапаранда, Швеция) — шведский гимнаст, чемпион летних Олимпийских игр 1908.
На Играх 1908 в Лондоне Хёер участвовал только в командном первенстве, в котором его сборная заняла первое место.